# José de Laserna
José de Laserna (Burgos, 1855-Madrid, 1927) fue un periodista español.

## Biografía

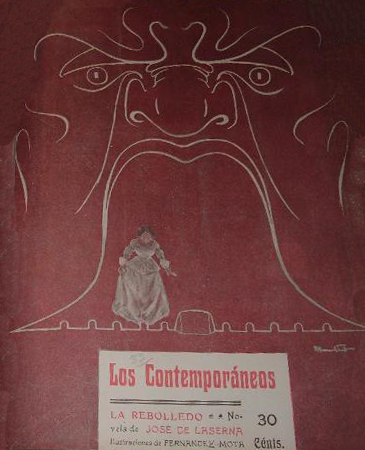
La Rebolledo (nº 33 de Los Contemporáneos, 13 de agosto de 1909).

Nacido en Burgos hacia 1855, estudió la carrera de Medicina, profesión que no ejerció.
Fue redactor del periódico madrileño El Día (1883) y durante muchos años de El Imparcial, donde ejerció de crítico de teatro. Fue colaborador de La Ilustración Española y Americana, Madrid Cómico, ABC y El Teatro.
Laserna, que usó el pseudónimo «Aficiones», publicó obras como ¡Lo mejor del mundo!, con poesías festivas, y Rosa Ligera, ilustrada por Pons.
Falleció el 12 de septiembre de 1927 en Madrid.